# St. Mauritius (Kirchheim am Neckar)

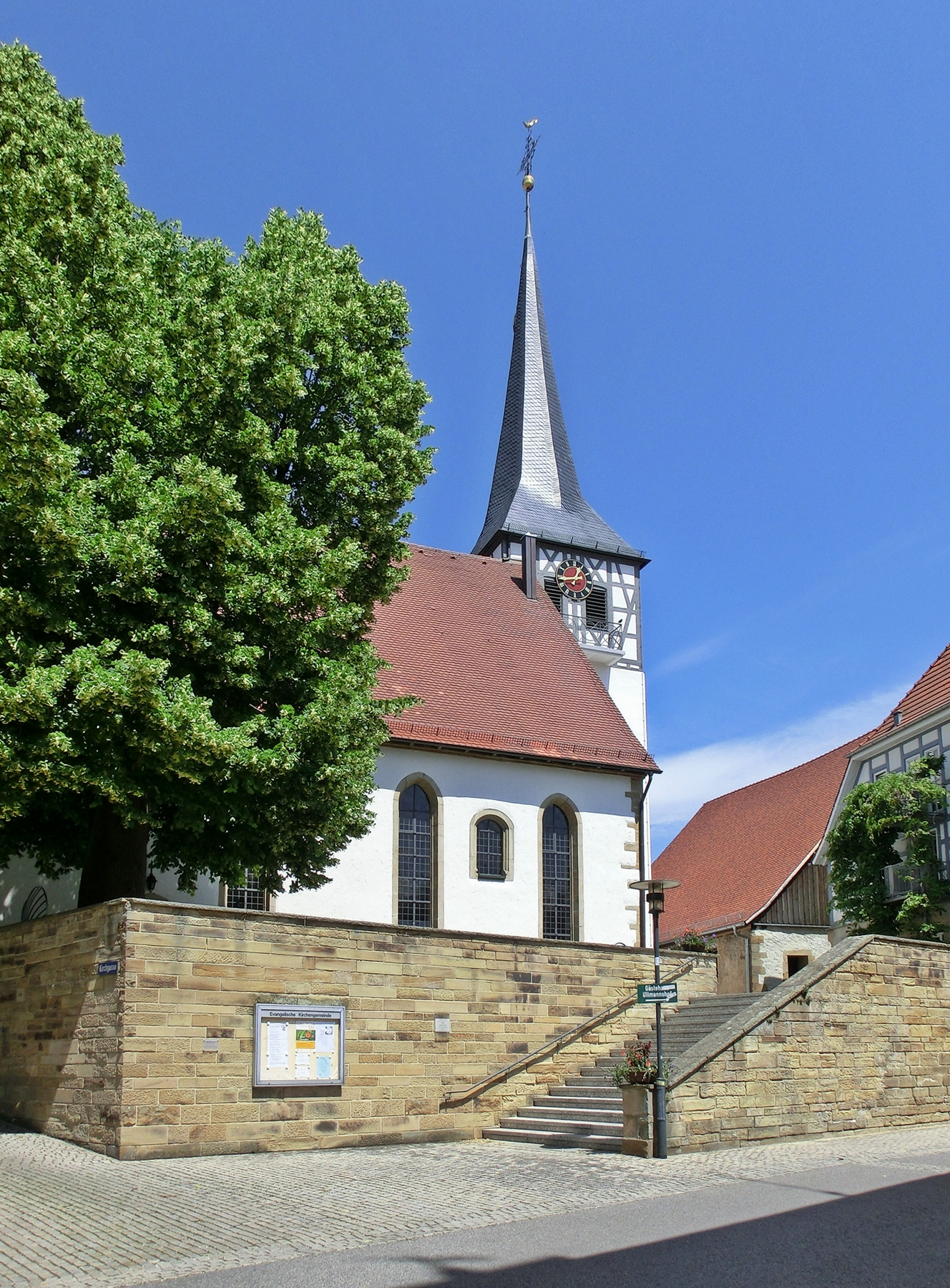
St. Mauritius in Kirchheim

Die im 12. Jahrhundert gegründete evangelische Pfarrkirche St. Mauritius steht in Kirchheim am Neckar, einer Gemeinde im Landkreis Ludwigsburg in Baden-Württemberg. Das Bauwerk ist beim Landesamt für Denkmalpflege Baden-Württemberg als Baudenkmal eingetragen. Die Kirchengemeinde gehört zum Kirchenbezirk Besigheim der Evangelischen Landeskirche in Württemberg. Namensgeber der Kirche ist der Hl. Mauritius.

## Beschreibung
Vom romanischen Vorgängerbau der im 16. Jahrhundert errichteten spätgotischen Saalkirche blieb der Chorturm erhalten, der im Osten aus der nach Norden verschobenen Achse des Langhauses steht. Er wurde im 17. Jahrhundert mit einem Geschoss aus Holzfachwerk aufgestockt, das die Turmuhr und den Glockenstuhl für vier Kirchenglocken beherbergt, und mit einem achtseitigen, schiefergedeckten Knickhelm bedeckt.
Der mit einer Flachdecke überspannte Innenraum des Langhauses wirkt durch seine Stützen dreischiffig. Er hat Emporen an drei Seiten. Die Orgel wurde 1967 von Richard Rensch gebaut.